# Wai Phyo Lwin
Wai Phyo Lwin (* 1. Juni 1990) ist ein myanmarischer Fußballspieler.

## Karriere
Wai Phyo Lwin stand bis Ende 2016 beim Zayar Shwe Myay FC unter Vertrag. Der Verein aus Monywa spielte in der ersten Liga des Landes, der Myanmar National League. Ende 2016 zog sich der Verein aus dem Ligabetrieb zurück. Nach dem Rückzug wechselte er zum ebenfalls in der ersten Liga spielenden Southern Myanmar FC nach Mawlamyaing.